# David Bowe
David Bowe (Los Angeles (Californië), 4 januari 1964) is een Amerikaanse acteur.

## Biografie
Bowe begon in 1986 met acteren in de televisieserie Highway to Heaven. Hierna heeft hij nog meerdere rollen gespeeld in televisieseries en films zoals UHF (1989), The Fresh Prince of Bel-Air (1991-1994), The Rock (1996), Beverly Hills, 90210 (1995-1997), The Practice (1998-2001) en Felicity (1999-2002).
Bowe is getrouwd.

## Filmografie[1]

### Films
Uitgezonderd korte films.
- 2013 - The Breakdown - als Frank
- 2011 - Meter Men - als Hugo Tripe
- 2010 - Rubber – als M. Hughes
- 2009 - Divorce Sale – als Johnny
- 2009 - The Breakdown – als Frank
- 2009 - Transformers: Revenge of the Fallen – als beschermer van Smithsonian
- 2008 - Drillbit Taylor – als Leraar
- 2007 - The Wondering Kind – als Irate Diner
- 2006 - Where There’s a Will – als Stevens
- 2005 - McBride: The Doctor is Out... Really Out – als Leo
- 2005 - Kicking & Screaming – als Forest Avery
- 2005 - Checking Out – als Allen
- 2003 - Cheaper by the Dozen – als TV interviewer
- 2003 - Mystery Woman – als Mike Landry
- 2003 - Grind – als registratie secretaris
- 2003 - BachelorMan – als directeur
- 2002 - They Shoot Divas, Don’t They? – als Jay
- 2001 - Ablaze – als Rick Woods
- 2001 - The Shrink Is In – als Richard
- 2001 - Panic – als co-piloot
- 2000 - Python – als Boone
- 2000 - Yup Yup Man – als Jack
- 1999 - Late Last Night – als man in club
- 1999 - A Dog’s Tale – als Henry Webster
- 1998 - The Shadow Men – als Harry
- 1997 - Sleeping with the Devil – als Dr. Jerrold Petrofsky
- 1996 - The Cable Guy – als dokter op helikopter
- 1996 - The Rock – als Dr. Ling
- 1995 - Heavy Weights – als Chris Donelly
- 1994 - Future Shock – als Fred
- 1994 - Heaven Sent – als Howard
- 1994 - 18 Minutes in Albuquerque – als Jonathan Daye
- 1993 - Malice – als Dr. Matthew Robertson
- 1993 - Freaked – als EES assistant
- 1993 - Made in America – als Teddy
- 1992 - A Few Good Men – als Gibbs
- 1992 - I Don’t Buy Kisses Anymore – als Norman Fishbine
- 1992 - Live! From Death Row – als Durbin
- 1991 - For the Boys – als fotograaf
- 1990 - Masters of Menace – als Saunders
- 1990 - The Adventures of Ford Fairlane – als student
- 1990 - Sisters – als David Landon
- 1990 - Wedding Band – als Max
- 1989 - Think Big – als bewaker
- 1989 - My Boyfriend’s Back – als Eddy
- 1989 - UHF – als Bob
- 1988 - Maybe Baby – als Mark
- 1987 - Back to the Beach – als bergbeklimmer

### Televisieseries
Uitgezonderd eenmalige gastrollen.
- 2022*2023 Winning Time: The Rise of the Lakers Dynasty - als sportverslaggever - 7 afl.
- 2019 Shameless - als Bob Tamietti - 5 afl.
- 2019 PEN15 - als Albert - 3 afl.
- 2011 - Days of our Lives - als eerwaarde Smyth - 2 afl.
- 1995-1997 - Beverly Hills, 90210 – als Garret Slan – 4 afl.
- 1994 - Time Trax – als ?? – 2 afl.

### Computerspellen
- 2003 - Enter the Matrix – als stem

- Library of Congress Control Number: no2013088924
- Virtual International Authority File: 305236813
- WorldCat: E39PBJghkjdp73YqVYMyJYMwYP